# Braslou
Braslou är en kommun i departementet Indre-et-Loire i regionen Centre-Val de Loire i de centrala delarna av Frankrike. Kommunen ligger i kantonen Richelieu som tillhör arrondissementet Chinon. År 2022 hade Braslou 320 invånare.

## Befolkningsutveckling
Antalet invånare i kommunen Braslou
Referens:INSEE